# Liorhina reflexa
Liorhina reflexa är en insektsart som beskrevs av Carl Stål 1870. Liorhina reflexa ingår i släktet Liorhina och familjen spottstritar. Inga underarter finns listade i Catalogue of Life.